# 프라하 천문시계

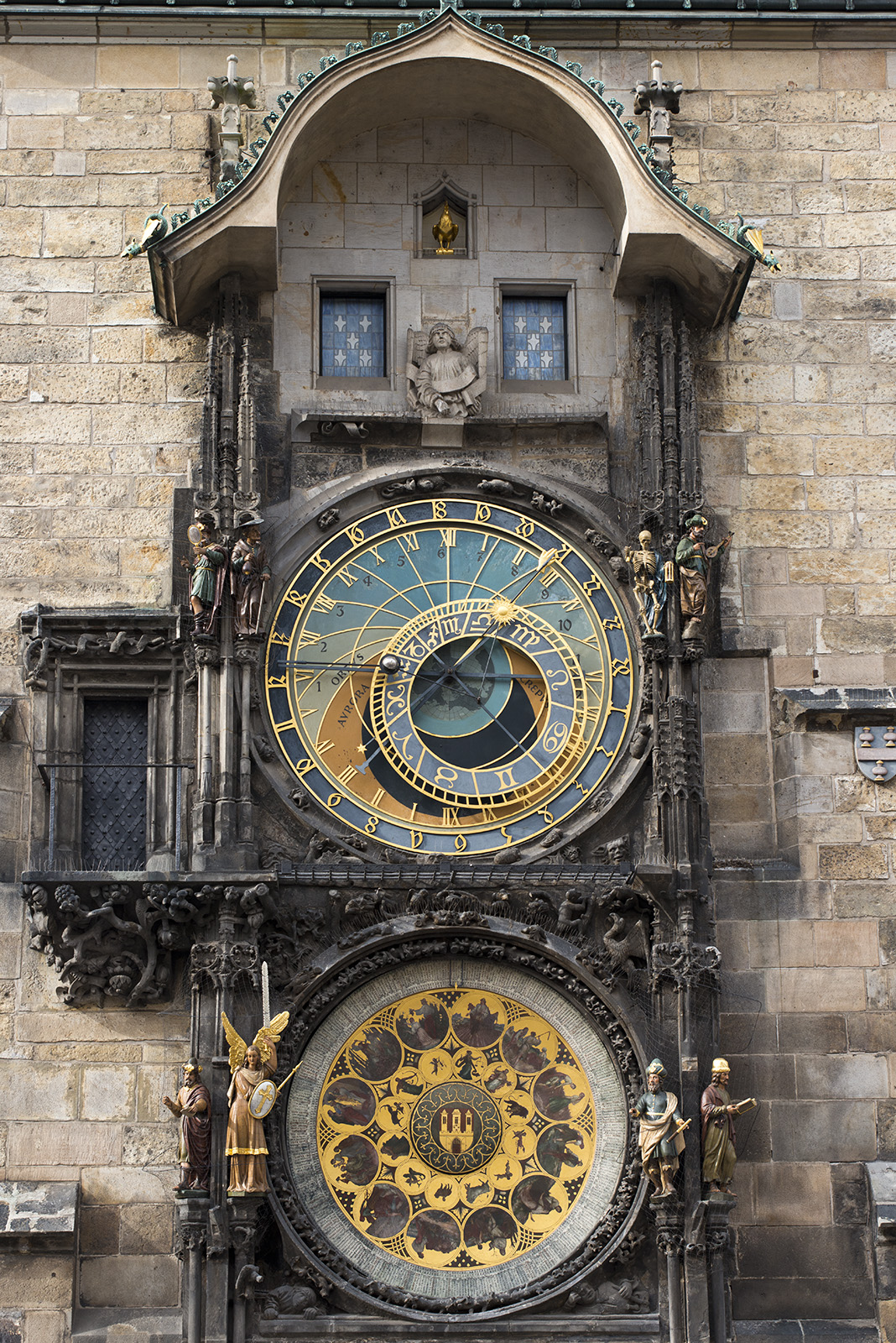
프라하 천문시계

프라하 천문시계(체코어: Pražský orloj 프라시스키 오를로이[praʃskiː orloj][*], 영어: Prague astronomical clock)는 체코의 수도 프라하의 구 시청사에 위치한 중세 말기의 천문시계다. 이 시계는 1410년에 최초로 설치되어 세계에서 3번째로 오래된 천문 시계이며, 여전히 작동하는 천문 시계로서는 가장 오래되었다.

## 개요
프라하 구시가 광장의 구시가 시청 남쪽 벽에 설치되어 있다. 시계 장치는 세 개의 부분으로 구성되어 있다. 첫 번째는 천문 눈금판으로, 하늘의 해와 달의 위치와 다양한 천문학적 정보들을 표시한다. 두 번째는 '사도들의 행진'으로, 매 시간마다 12사도의 모형과 죽음을 형상화 한 해골의 모형 등 여러 움직이는 조각품들이 나타난다. 세 번째는 달력 눈금판이다.